# Hänichen (Leipzig)

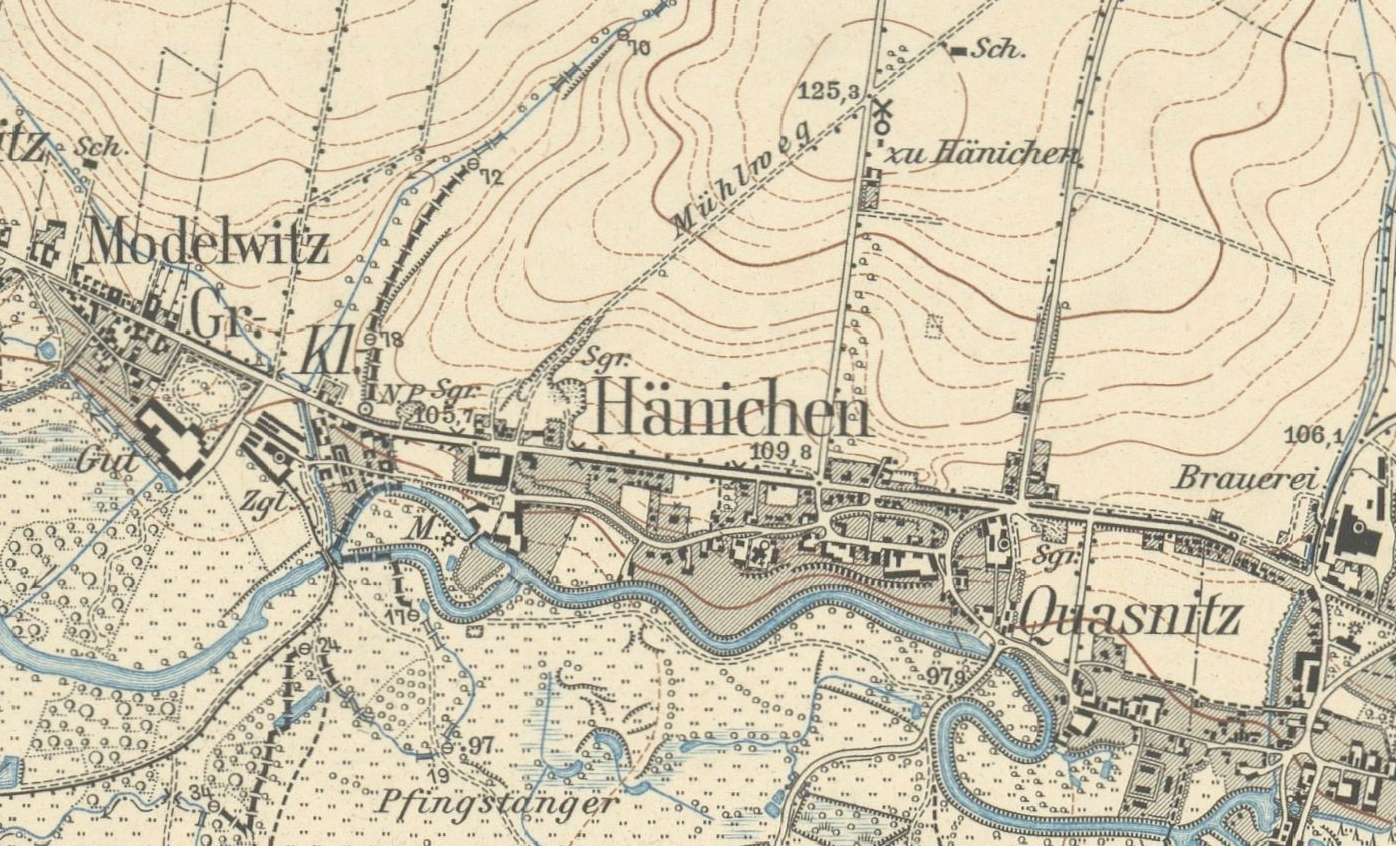
Hänichen auf einer Karte von 1907

Hänichen ist ein Stadtteil im Leipziger Stadtbezirk Nordwest. Es war bis zu seiner Vereinigung 1922 mit dem Nachbarort Quasnitz eine eigenständige Gemeinde. 1929 erfolgte die Eingemeindung beider nach Lützschena. Lützschena vereinigte sich 1994 mit Stahmeln zu Lützschena-Stahmeln, das seit 1999 ein Leipziger Ortsteil ist.

## Lage und Ortstypik
Hänichen liegt am Nordrand der Aue der Weißen Elster an der alten Straße von Leipzig nach Halle. Die Nachbarorte an der Straße sind Quasnitz im Osten und der Schkeuditzer Ortsteil Modelwitz im Westen. Hänichen ist neun Kilometer in nordwestlicher Richtung vom Leipziger Stadtzentrum entfernt.
Die Weiße Elster verläuft noch mäandernd im alten Flussbett und bildet mit dem ehemaligen Abschlaggraben der Hänicher Mühle eine Insel, während weiter südlich die Neue Luppe begradigt ist.
Hänichen ist nahezu reines Wohngebiet mit überwiegender Einzelbebauung. Mit der Straßenbahnlinie 11 besitzt es einen direkten Nahverkehrsanschluss an die Innenstadt Leipzigs.

## Geschichte
Hänichen entstand im Zuge der Deutschen Ostsiedlung des 11./12. Jahrhunderts. Zwischen den sorbischen Weilern Modelwitz und Quasnitz entstand eine kleine Siedlung, wahrscheinlich von einer Hecke eingefriedet. Eine solche Umzäunung hieß im Germanischen haga, woraus sich mit einer Verkleinerungsform über Heynigen (1337), Hennichen (1497), Henchen (1545) und Heynichen (1590) der Name Hänichen (1753) entwickelt haben dürfte. Bereits im 13. Jahrhundert ist für Hänichen eine Kirche verbürgt, zu der auch Quasnitz eingepfarrt war. Nach der Reformation wurden die Pfarreien von Hänichen und Lützschena vereinigt mit der Maßgabe, dass der Pfarrer in Lützschena und der Küster in Hänichen wohnen soll. Im Dreißigjährigen Krieg wurde Hänichen eingeäschert. Davor (1562) hatte es 32 Höfe und 1764 erst wieder 20.
Hänichen war grundherrschaftlich nie einem Rittergut zugeordnet, sondern immer ein Amtsdorf. Bis 1815 gehörte es zum hochstiftlich-merseburgischen Amt Schkeuditz, das seit 1561 unter kursächsischer Hoheit stand und zwischen 1656/57 und 1738 zum Sekundogenitur-Fürstentum Sachsen-Merseburg gehörte. Durch die Beschlüsse des Wiener Kongresses wurde der Westteil des Amts Schkeuditz im Jahr 1815 an Preußen abgetreten. Hänichen verblieb mit dem Ostteil beim Königreich Sachsen und wurde dem Kreisamt Leipzig angegliedert. Durch die Ergebnisse des Wiener Kongresses und der Teilung bzw. Auflösung des Amts Schkeuditz wurde Hänichen zum Grenzort zur preußischen Provinz Sachsen, weshalb in Hänichen ein Zollhaus errichtet wurde. Mit dem Beitritt Sachsens und Preußens zum Deutschen Zollverein fielen 1834 die Zollschranken wieder. Bis 1846 besuchten die Kinder von Lützschena und Quasnitz die Hänicher Schule.
1905/1906 wurde die Kirche umgebaut und erweitert und ein Turm statt des bisherigen Dachreiters errichtet. Der Name Hainkirche wurde auf Drängen des damaligen Bürgermeisters 1940 eingeführt. 2011 beschloss der Kirchenvorstand von Lützschena anlässlich des Abschlusses der Innenerneuerung, dass die Kirche nunmehr den Namen Hainkirche St. Vinzenz tragen soll.
Auf einer Anhöhe nördlich des Ortes wurde 1914/1915 der Bismarckturm errichtet.
1910 erhielt Hänichen einen hauptamtlichen Gemeindevorstand. Am 1. Februar 1922 vereinigten sich Hänichen und Quasnitz zur Gemeinde Quasnitz-Hänichen, die 1929 nach Lützschena eingemeindet wurde. Nach der Vereinigung 1994 mit Stahmeln zu Lützschena-Stahmeln wurde dieses 1999 nach Leipzig eingemeindet.

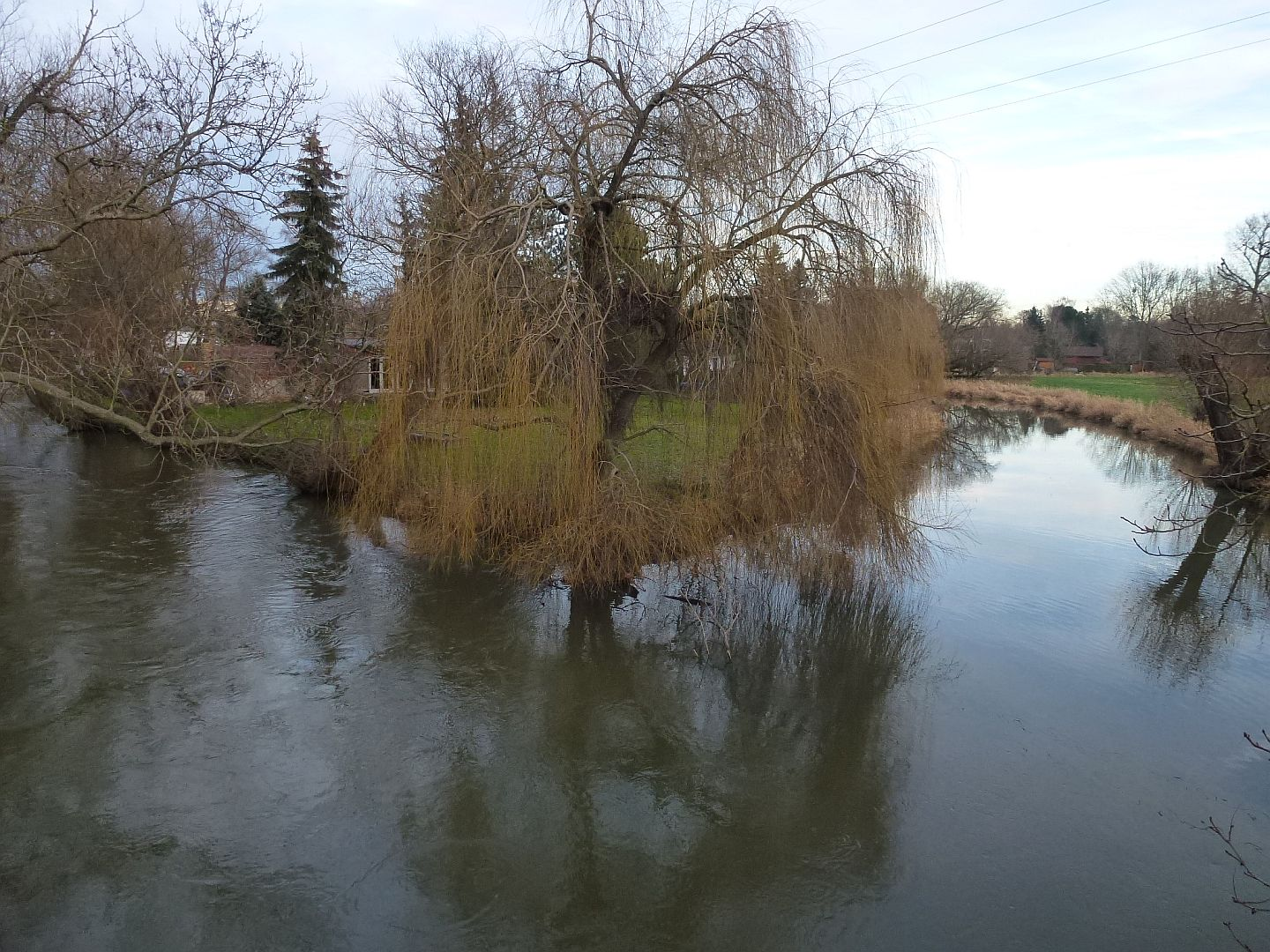
Die Hänicher Insel
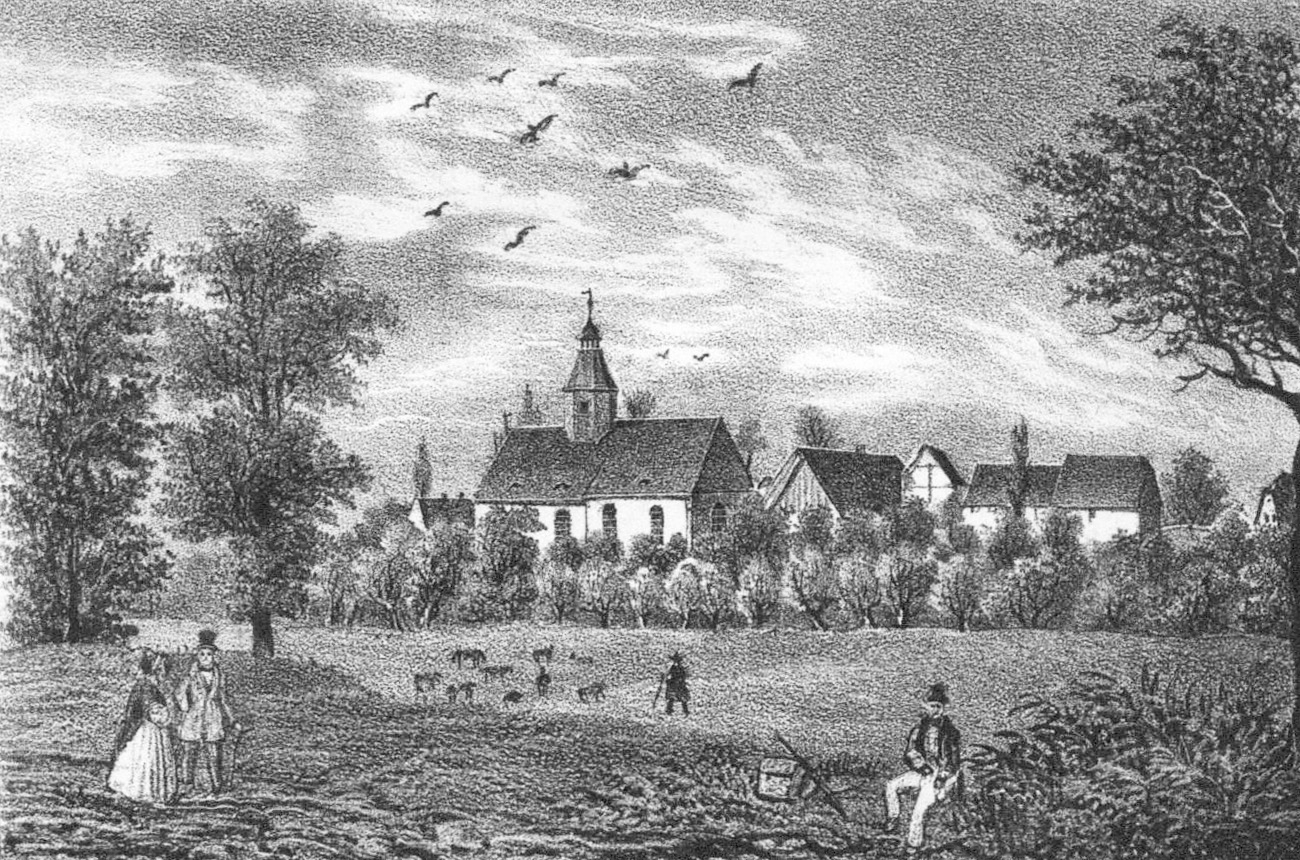
Die Hänicher Kirche St. Vinzenz um 1840
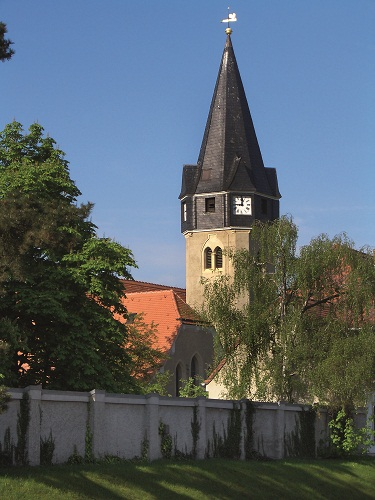
… und heute, nach ihrem Umbau von 1906
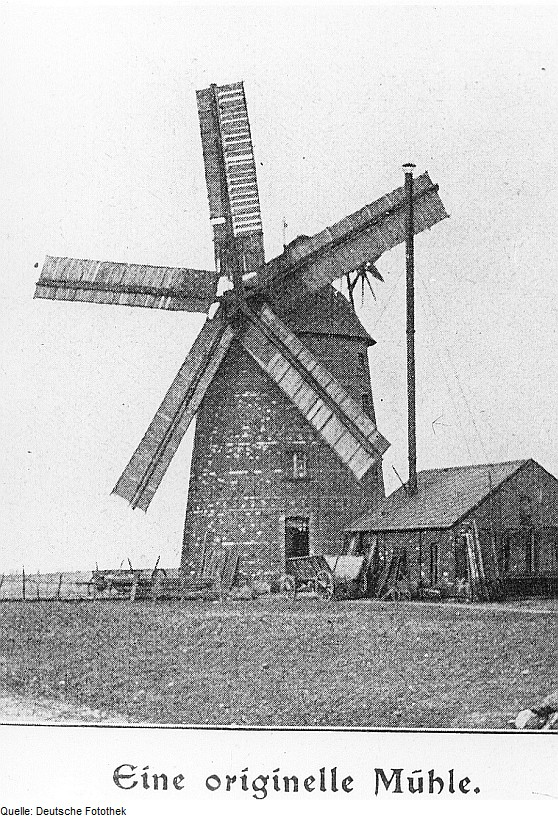
Turmholländermühle 1908 (nicht mehr vorhanden)
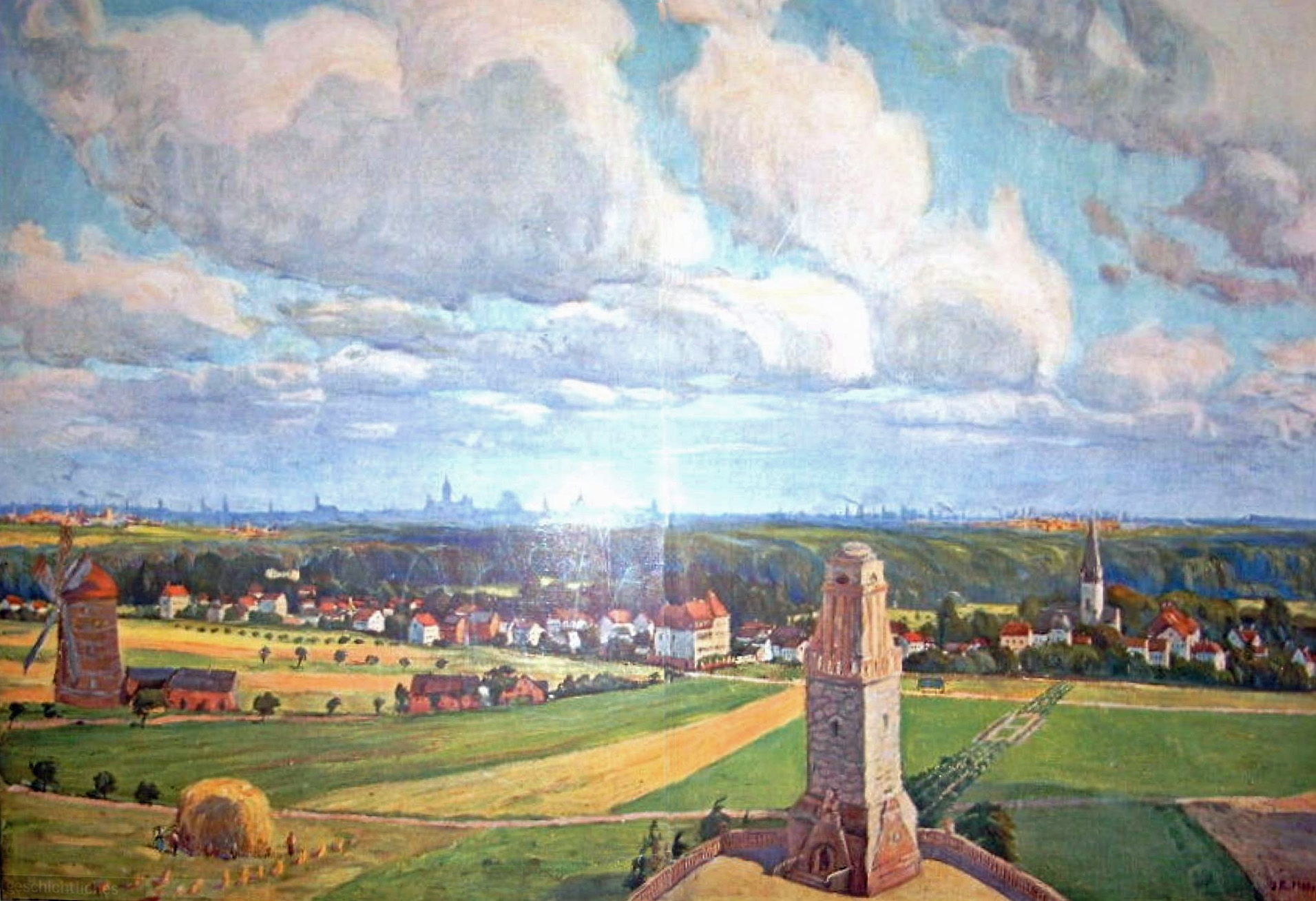
Hänichen um 1913 (rechts) mit dem geplanten Bismarckturm
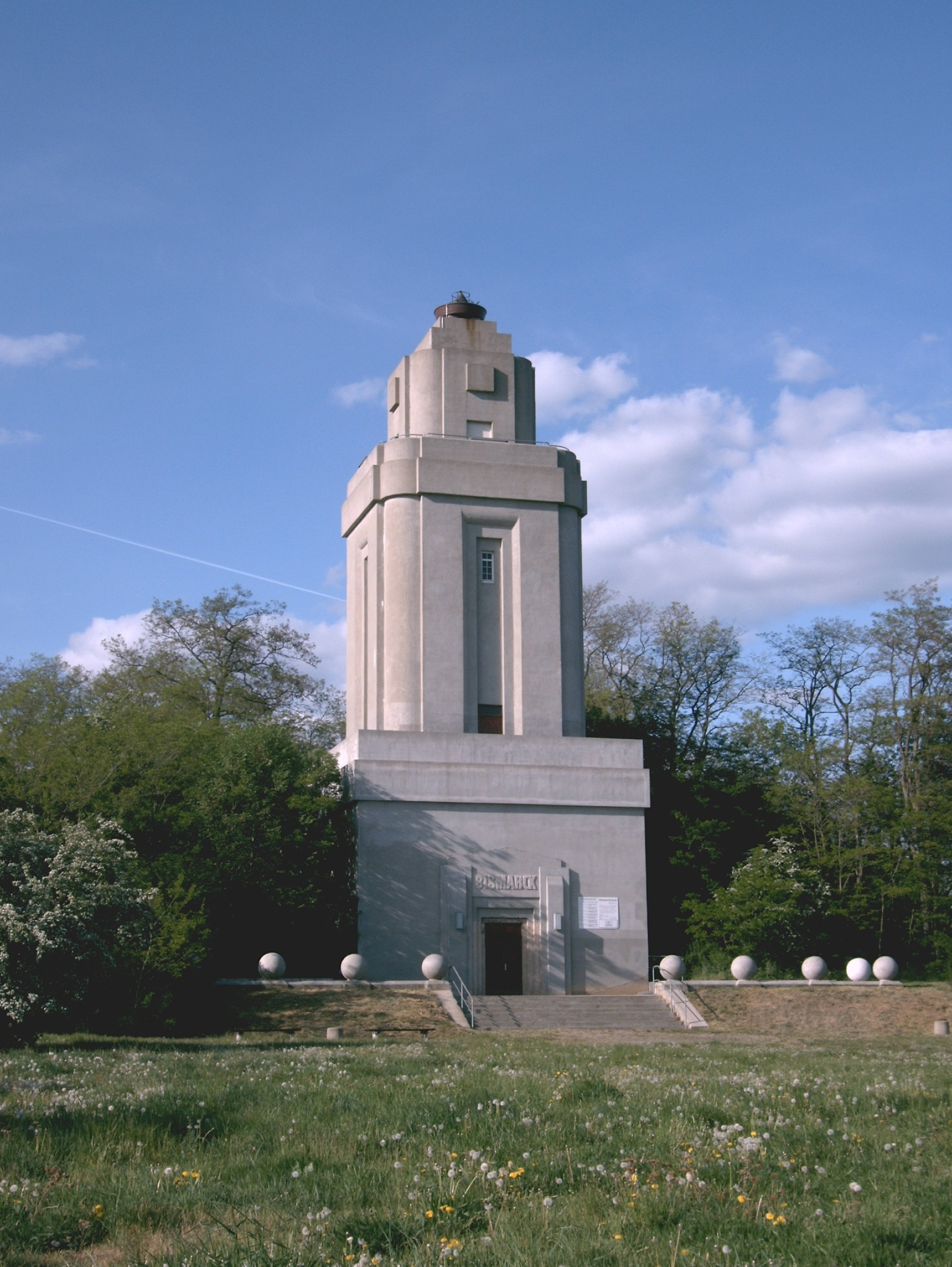
Der Bismarckturm 2007

## Persönlichkeiten
- Johann Gottfried Fleischer (1799–1883), Lehrer, Organist und Autor
- Karl-Heinz Häse (1925–2000), Maler- und Grafiker